# Owe Adamson
Per Owe Adamson (Mariestad, 8 de março de 1935 - 1 de agosto de 2023) foi um ex-ciclista sueco que competia em provas de estrada.

## Roma 1960
Competiu nos Jogos Olímpicos de Verão de 1960 em Roma, onde fez parte da equipe sueca que terminou em quinto lugar nos 100 km contrarrelógio por equipes. Na estrada individual, terminou na modesta 73ª posição.

## Vida pessoal
Pai de Anders Adamson.